# ولد بطنها (مسرحية)
مسرحية ولد بطنها مسرحية كويتية كوميدية اجتماعية عرضت بعام 2017 في دولة الكويت والمملكة العربية السعودية والإمارات العربية المتحدة وجميع دول الخليج العربي

## القصة
تدور احداث المسرحية عن البطانة الفاسدة في المجتمع الخليجي والعربي بشكل كوميدي وهادف وتبدأ احداث المسرحية بإفتتاح مركز تسوق تجاري وبحضور الوزير صالح فهد عيش المشخول (طارق العلي) ومدير مكتبه ماجد (عبد الرحمن العقل) ولكن عندما يفتتح المول يتصل ماجد على خليل موظف الوزارة ليخبره هل تم تعيين الوزير أم لا ولكن المفاجأة أن تم خروجه من منصبه الوزاري وأن تم تعيينه وزير بالخطأ

## الممثلون
طارق العلي - عبد الرحمن العقل - ميس كمر - خالد العجيرب - مي عبد الله - خالد المظفر - نواف نجم - عبد الله الحمادي ونخبة من الفنانين والنجوم. تاريخ العرض : 25 يونيو 2017 مدة المسرحية : 3 ساعات و46 دقيقة.